# سنجليا
سنجليا هي المدينة المحصنة في شرق مالطا وتكون مع كوبسيكا وبيرجو ما يسمي بالميناء الكبير، وتسمي مدينة سينجليا بسيفيتاس ايبيل لأنها نجحت في مقاومة الغزو العثماني في الحصار العظيم لمالطا في 1565,وقد أطلق الاسم سنجليا عليها بعد أن اعطاها كلود دي سينجليا جزء من اسمه ليكون اسمها.

## السكان
وتبلغ مساحتها ما يزيد قليلا عن نصف ميل مربع وهي أصغر مدينة في مالطا وهي أيضا أكثرها كثافة سكانية. انها تستضيف حاليا حوالي 3,500 نسمة (إحصاء عام 1995). وفي مطلع القرن العشرين كانت تحوي أكثر من 8200 شخص مما يجعلها الأكثر اكتظاظا بالسكان بين مدن أوروبا في ذلك الوقت.كانت سنجليا إلي جانب كوسبيكو مركزا لمالطا حيث كانت تحوي النخبة والمثقفين ولكن سرعان ما غيرت الحرب العالمية الثانية بنيتها الاجتماعية حيث غادر العديد منالسكان للاحتماء في البلدات النائية والريفية إلى غير رجعة. في السنوات الأخيرة تم اعاده بناء الواجهة البحرية بوصفها مارينا لليخوت.

## توأمة
لسنجليا اتفاقيات توأمة مع:
- كاسينو

## مشاهير سينجليا
- خوان باوتيستا أوزبردو (مؤسس البحرية الأرجنتينية) 1772-1848.
- فرانشيسكو زهرا(رسام) 1710-1773.
- توماسو ماديونه(رسام) 1804-1864.
- لويس أكيسكاونا (بناء السفن) 1808-1880.
- أندريا دي بونو (مستكشف) 1821-1871.
- كارلو دارمانين (نحات) 1825-1909.
- جون ف. ماركس (نقابي) 1894-1954.
- جيجي غاوتشي (سياسي) 1911-2003.
- تشارلز كلوز(الممثل والكوميدي) 1919-2009.

## أيام هامة للمدينة
- فبراير—كرنفال الأنشطة.
- 31 مارس—يوم الحرية.
- مارس وأبريل—المواكب الدينية للمخلص وسيدة الأحزان والجمعة الحزينة وعيد الفصح.
- 8 مايو—يوم سينجليا.
- يونيو—الحج السنوي مع معجزة تمثال يسوع المخلص.
- 8 سبتمبر—يوم النصر.
- 8 سبتمبر—عيد سيدة الانتصارات.

## أعلام
- تيرينسي سكيري